# Ch (دونگاره)

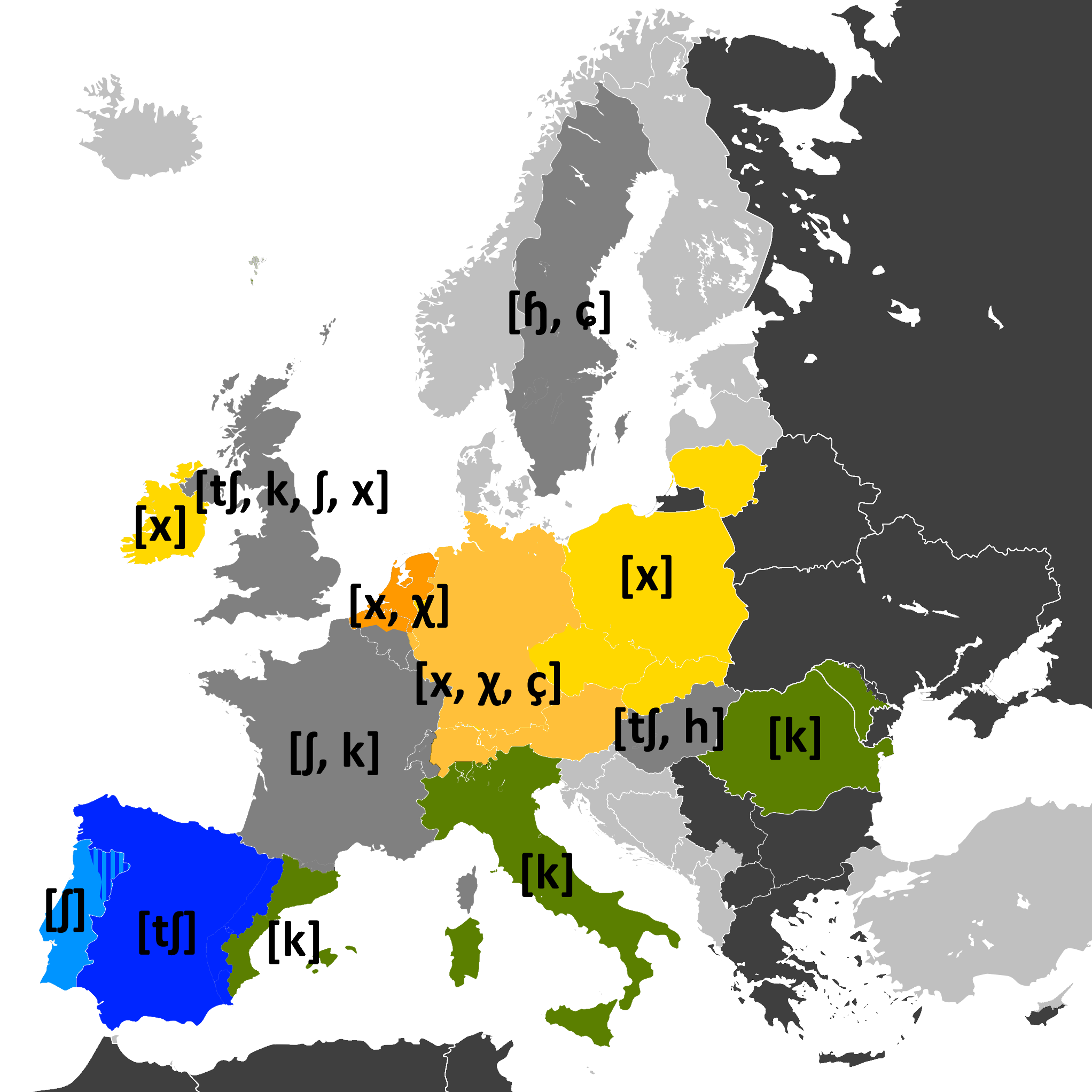
تلفظ کلمه انگلسی CH

Ch یک دونگاره در الفبای لاتین است که در الفباهای چکی، اسلوواکی، ولزی، الفبای لاتین بلغاری و چند الفبای دیگر به تنهایی به عنوان یک حرف تلقی می‌شود. از سال ۱۹۹۴ در زبان اسپانیایی Ch به عنوان یک ترکیب دوتایی و نه یک حرف مستقل شناخته می‌شود. در الفبای لاتین اوستیایی ch برای نوشتن صدای «تس» (/ts’/) استفاده می‌شود.
این دونگاره در انگلیسی در هر واژه بنابر اصل و ریشه آن واژه، آوای متفاوت دارد، آوای چ در Chair و Change، آوای ک در Character و School و آوای ش در Machine چون از فرانسوی آمده است.
در زبان آلمانی ch هم به صورت خ تلفظ می‌شود، مانند مونیخ (Munich) و لیختن‌اشتاین (Liechtenstein)، هم به صورت ک و هم ش، برحسب واکه پشت یا جلو و مکان قرارگیری در واژه.